# Делительная защита
Делительная защита — разновидность релейной защиты в электроснабжении, принципиальной особенностью которой является разделение питающей сети на части с целью поддержания работоспособности энергосистемы (глобально) либо защиты элементов с недостаточной устойчивостью к токам короткого замыкания (КЗ) в сети.
Разделение питающей сети на части производится подачей сигналов на отключение на коммутационные аппараты.

## Назначение
Функции делительной защиты могут различаться в зависимости от структуры сети, а также требований к ним.
- В нормально замкнутых (закольцованных) распределительных сетях делительные защиты применяются для разделения сети при:
  - возникновении асинхронного режима
  - перегрузке линий низшего напряжения при аварийном отключении шунтирующей линии высшего напряжения (которая в нормальном режиме имеет большую расчётную нагрузку)
  - КЗ шунтирующей линии высшего напряжения и исключения возникновения токов КЗ в линии низшего напряжения
  - большом расчётном токе КЗ в сети и применении выключателя с недостаточной отключающей способностью
  - получении в расчётах недопустимо больших уставок релейных защит в линиях с параллельными питающими линиями; при этом введение делительной защиты на секционном выключателе (производится секционирование питающих линий) уменьшает уставки защит, рассчитанных на основе селективности

Все вышеперечисленные защиты являются т.н. «ограниченно-селективными» и называются также защитами слабой связи, поскольку их назначение — защитить слабый элемент.
- В нормально разомкнутых распределительных сетях, оборудованных сетевыми АВР делительные защиты применяются для:
  - исключения перегрузки трансформаторов и линий при срабатывании, при этом делительная защита срабатывает раньше АВР и исключает перегрузку; кроме того делительная защита предупреждает включение АВР на неустранившееся КЗ в линии высшего напряжения
  - уменьшения комплектов направленных сложных защит в сетях с двусторонним питанием

- В распределительных сетях малой мощности с небольшими местными электростанциями делительные защиты для отделения электростанций в аварийных условиях для успешных действий АПВ линий с выделенной нагрузкой, а также нормальной работы АВР.

- На подстанциях, питающих крупные синхронные двигатели делительные защиты отключают поле возбуждения машины во избежание несинхронного включения при срабатывании АПВ или АВР (с контролем снижения напряжения) и ускоряя их срабатывание.

- При применении системы отделитель — короткозамыкатель, установленной для коммутации питающей линии силового трансформатора (на ответвлении линий 35—-220 кВ) и наличии на соседних близких подстанциях мощных синхронных двигателей, по мощности сравнимых с мощностью трансформатора, срабатывание делительной защиты предотвращает выход из строя отделителя или его автоматику при подпитке места КЗ в трансформаторе синхронными двигателями с соседних подстанций.

## Виды делительной защиты (делительной автоматики)
Существуют различные виды делительных защит, используемые в различных сочетаниях и реагирующие на:
- понижение частоты/напряжения,
- скорость изменения частоты/напряжения,
- скорость изменения мощности(коэффициента мощности),
- изменение экспорта реактивной энергии,
- броски напряжения,
- токи прямой/обратной/нулевой последовательности,
- напряжение обратной последовательности [1].